# Довгань Сергій Васильович
Довгань Сергій Васильович — український політик.
Доктор сільськогосподарських наук; Народний депутат України.

## Життєпис
Народився 6 березня 1952 (село Токарівка, Білозерський район, Херсонська область) в селянській сім'ї; українець; одружений; має двох синів та двох онуків: Марія та Тимур.
Освіта: Херсонський сільськогосподарський інститут (1974), агроном; кандидатська дисертація «Технологічне і екологічне забезпечення формування збалансованих агрофітоценів насіннєвих посівів люцерни в умовах півдня степу України» (1995).
Березень 2006 — кандидат в народні депутати України від СелПУ, № 2 в списку. На час виборів: Державний кадровий резерв Міністерства аграрної політики, член СелПУ.
Народний депутат України 3-го скликання з березня 1998 до квітня 2002 від СПУ-СелПУ, № 2 в списку. Член фракції СПУ і СелПУ (травень — жовтень 1999), керівник фракції СелПУ (жовтень 1998 — лютий 2000), уповноважений представник групи «Солідарність» (лютий — листопад 2000). Член Комітету з питань фінансів і банківської діяльності (з липня 1998).
Народний депутат України 2-го скликання з квітня 1994 (2-й тур) до квітня 1998, Великоолександрівський виборчій округ № 400, Херсонська область. Член Комітету з питань фінансів і банківської діяльності. Член (уповноважений) фракції СПУ і СелПУ. До цього — керівник фракції СелПУ. На час виборів: директор радгоспу «Космос» Бериславського району Херсонської області; член СелПУ.
Доктор сільськогосподарських наук з 30 квітня 2010, докторська дисертація «Агроекологічне обґрунтування прогнозу розмноження шкідливих видів комах в різних ґрунтово-кліматичних зонах України»
- 1966–1969 — робітник радгоспу «Рассвет» Білозерського району.
- 1969–1974 — студент Херсонського сільськогосподарського інституту.
- З 1974 — агроном-насінник радгоспу «40 років Жовтня» Бериславського району.
- З листопада 1974 — головний агроном радгоспу «Дніпро» Бериславського району.
- З січня 1978 — директор радгоспу «Зерновий».
- 1982–1995 — директор радгоспу «Космос» Бериславського району Херсонської області.
- Листопад 2003 — липень 2004 — перший заступник Міністра охорони навколишнього природного середовища України у зв'язках з Верховною Радою України.
- 5 липня — 11 жовтня 2004 — голова Херсонської облдержадміністрації.
- Жовтень 2004 — лютий 2005 — перший заступник Міністра аграрної політики України у зв'язках з Верховною Радою України.

Член Конституційної Комісії від Верховної Ради України України (листопад 1994–1996).
Голова Вищої ради СелПУ (січень 1992 — липень 2004).

## Нагороди
Заслужений працівник сільського господарства України (серпень 1998).